# Canton de Poitiers-Nord
Le canton de Poitiers-Nord est un ancien canton français situé dans le département de la Vienne.

## Histoire
Le canton de Poitiers-Nord est créé au XIXe siècle.
Il est supprimé en 1973, lors du redécoupage de la ville en cinq cantons.

## Composition
Le canton de Poitiers Nord était composé :
- De quatre bureaux de vote de la ville de Poitiers : Faculté des Lettres, Grand Cerf, Coligny, La Cueille.
- De la commune de Migné.

## Représentation

### Conseillers généraux de 1833 à 1973
| Période    | Période                   | Identité                                           | Étiquette                   | Qualité |
| ---------- | ------------------------- | -------------------------------------------------- | --------------------------- | --- |
| 1833       | 1842                      | Pierre-Henry Jolly (1781-1848)                     |                             | Avoué, avocat, maire de Poitiers (1837-1843) |
| 1842       | 1848                      | Armand Elzéard Baron Bourgnon de Layre (1786-1855) |                             | Ancien capitaine d'infanterie Ancien auditeur au Conseil d'État et Sous-Préfet de Poitiers Conseiller à la Cour royale de Poitiers                          |
| 1848       | 1854 (décès)              | Charles Dupont-Minoret                             | Bonapartiste                | Propriétaire, député (1852-1854) |
| 1855       | 1864                      | Eugène Lecointre                                   |                             | Conseiller municipal de Poitiers (1855-1860) Maire d'Alençon (Orne) (1868-1871)                                                                             |
| 1864       | 1867                      | Étienne Romand                                     |                             | Adjoint au maire de Poitiers |
| 1867       | 1877                      | Charles Durand                                     | Droite                      | Juge suppléant au Tribunal civil, adjoint au maire de Poitiers                                                                                              |
| 1877       | 1894 (décès)              | Louis Tantin-Meiniel                               | Républicain                 | Ingénieur civil, Maire de Poitiers (1879-1881), conseiller d'arrondissement                                                                                 |
| 1894       | 1919                      | Jacques Servant                                    | Union républicaine (Droite) | Commerçant Sénateur (1907-1920) Maire de Poitiers (1895-1898)                                                                                               |
| 1919       | 1925                      | Gaston Château                                     | URD                         | Ancien magistrat, Poitiers |
| 1925       | 1941 (démission d'office) | Henri Pétonnet (1875-1944)                         | SFIO                        | Inspecteur principal des contributions directes, Vivonne Révoqué par le Gouvernement de Vichy Décédé à Dachau                                               |
|            |                           |                                                    |                             | |
| 1945       | 1951                      | Pierre Guillon (1907-1974, fils de Joseph Guillon) | Rad.                        | Recteur Maire de Poitiers (1944-1947) |
| 1951       | 1960 (décès)              | André Kurzenne                                     | RPF puis RS                 | Distillateur à Poitiers Ancien sous-lieutenant au Premier régiment d'Artillerie coloniale Chef d'un réseau de résistance pendant la Seconde Guerre Mondiale |
| 1960       | 1964                      | Pierre Coussieu (1904-1987)                        | Gaulliste                   | Médecin à Poitiers |
| 1964       | 1965 (décès)              | Paul Guillon (frère de Pierre Guillon)             | UNR                         | Médecin au Cameroun puis à Poitiers Député (1958-1965) Compagnon de la Libération                                                                           |
| 2 mai 1965 | 1973                      | Jacques Grandon                                    | DVD puis CD                 | Avocat au barreau de Poitiers Elu en 1973 dans le Canton de Poitiers-3                                                                                      |

### Conseillers d'arrondissement (de 1833 à 1940)
| Période                                  | Période          | Identité                              | Étiquette           | Qualité |
| ---------------------------------------- | ---------------- | ------------------------------------- | ------------------- | --- |
| 1833                                     | 1848             | Firmin Léandre Barbedette (1797-1872) |                     | Avocat, banquier, adjoint au maire de Poitiers                                                              |
|                                          |                  |                                       |                     | |
|                                          | 1877             | Louis Tantin-Meiniel                  |                     | Ingénieur civil, Poitiers                                                                                   |
| 1877                                     | 1892             | Martial Alexandre Gassan (1831-1902)  | Républicain         | Avocat puis conseiller à la Cour d'Appel de Poitiers                                                        |
| 1892                                     | 1898             | Auguste-Célestin Rougier-Labergerie   | Républicain radical | Suppléant du juge de paix                                                                                   |
| 1898                                     | 1904             | Auguste Girardin                      | Républicain         | Bibliothécaire de l'Université de Poitiers, maire de Poitiers (1898-1900)                                   |
| 1904                                     | 1919             | Jean Vallet-Décherat                  | Radical             | Négociant, conseiller municipal de Poitiers                                                                 |
| 1919                                     | 1925 (démission) | Louis Maurice Rasquier (1881-1940)    | Radical             | Avocat, bâtonnier de l'Ordre, conseiller municipal de Poitiers                                              |
| Oct.1925                                 | 1934             | Arthur Puisais                        | Radical             | Conseiller municipal de Poitiers                                                                            |
| 1934                                     | 1940             | Joseph Guillon (1878-1958)            | Radical             | Directeur d'école publique à Poitiers Révoqué par le Gouvernement de Vichy                                  |
| 1940                                     |                  |                                       |                     | Les conseils d'arrondissement ont été suspendus par la loi du 12 octobre 1940 et n'ont jamais été réactivés |
| Les données manquantes sont à compléter. |                  |                                       |                     | |